# Даррен Крісс
Даррен Еверетт Крісс (англ. Darren Everett Criss; нар. 5 лютого 1987, Сан-Франциско, Каліфорнія, США) — американський актор, співак, автор пісень, композитор та музикант. Став відомий завдяки ролій Блейна Андресона у телесеріалі «Хор» (2010—2015). Крісс також з'явився у п'яти епізодах серіалу «Іствік» у 2009 році. Окрім акторської кар'єри, Даррен Крісс просуває себе як виконавця. Влітку 2010 року він випустив сольний альбом «Human».
У січні 2012 року, Крісс дебютував на Бродвею, на три тижні змінівши Деніела Редкліффа у головній ролі мюзиклу «Як досягти успіху в бізнесі, нічого не роблячи».

## Фільмографія
| Рік       |    | Українська назва                                       | Оригінальна назва                       | Роль                                      |
| --------- | -- | ------------------------------------------------------ | --------------------------------------- | ----------------------------------------- |
| 2009      | с  | Іствік                                                 | Eastwick                                | Джош Бертон (5 серій)                     |
| 2010      | с  | Мертва справа                                          | Cold Case                               | Рубен Харіс (Епізод: "Free Love")         |
| 2010—2015 | с  | Хор                                                    | Glee                                    | Блейн Андерсон (90 серій)                 |
| 2011      | ф  | Чикаго 8                                               | The Chicago 8                           | Йіппі                                     |
| 2012      | ф  | Імоджен                                                | Girl Most Likely                        | Лі                                        |
| 2013      | с  | Вебтерапія                                             | Web Therapy                             | Огі Сейлз (3 серії)                       |
| 2015—2017 | мс | Трансформери: Роботи під Прикриттям                    | Transformers: Robots in Disguise        | Sideswipe (голос)                         |
| 2015      | с  | Американська історія жаху: Готель                      | American Horror Story: Hotel            | Джастін (2 серії)                         |
| 2017      | с  | Супердівчина                                           | Supergirl                               | Музичний майстер (Епізод: "Star-Crossed") |
| 2017      | с  | Флеш                                                   | The Flash                               | Музичний майстер (Епізод: "Duet")         |
| 2017      | ф  | Промови та дебати                                      | Speech & Debate                         | камео                                     |
| 2018      | с  | Вбивство Джанні Версаче: Американська історія злочинів | American Crime Story                    | Ендрю Кьюненен (9 серій)                  |
| 2019      | мф |                                                        | Batman vs. Teenage Mutant Ninja Turtles | Рафаель (голос)                           |
| 2019      | ф  | Мідвей                                                 | Midway                                  | лейтенант-командер Юджин Ліндсі           |
| 2020      | мф |                                                        | Superman: Man of Tomorrow               | Супермен (голос)                          |
| 2020      | с  | Голлівуд                                               | Hollywood                               | Реймонд Ейнслі (7 серій)                  |
| 2020      | с  |                                                        | Royalties                               | Пірс (10 серій)                           |
| 2021      | мф |                                                        | Justice Society: World War II           | Супермен (голос)                          |